# Vas-laktát
A vas-laktát (más néven vas(II)-laktát) egy fémorganikus vegyület, melyet egy mol kétszeresen pozitív töltésű vas-ion (Fe2+), és két mol laktát anion (a tejsav anionja) alkot. Összegképlete: Fe(C3H5O3)2. 

## Felhasználása
Élelmiszerek esetén elsősorban az élelmiszer vastartalmának növelésére alkalmazzák E585 néven. Főként csecsemőknek szánt készítményekben, valamint táplálékkiegészítőkben fordul elő. Napi maximum beviteli mennyisége 0,8 mg/testsúlykg. Nincs ismert mellékhatása. Bár a tejsav sója, laktóz-intoleranciában szenvedő egyének is fogyaszthatják